# Успенская церковь (Архангельск)
Успенская Боровская церковь — приходская церковь Архангельской епархии Русской православной церкви, расположенная в Архангельске на набережной Северной Двины, в начале улицы Логинова.
Изначально построена в 1740-е годы. В 1930-е годы была снесена, в 2000-е отстроена заново. Воссозданный храм существенно отличается от первоначального.

## История
В 1626 году в месте, именуемом Жабинский наволок (или же Борки), в Архангельске была построена деревянная Успенская церковь. Грамота на основание храма, датированная 17 марта 1626 года, гласит:
«…Аз смиренный и великий Господин и Государь святейший Филарет патриарх Московский и всея Руси попа Ксенофонта пожаловал благословить на те храм велел лес ронить и в том лесу воздвигнуть новой храм во имя пречистыя Богородицы честнаго и славнаго ея успения на том же наволоке Архангельского города над Двиною по нижнюю сторону и гостиных дворов на Жабинском наволоке на борках на новом месте…».
В 1640 году к церкви был пристроен придел Симеона Столпника, а в 1672 году рядом поставили Воздвиженскую церковь, перенесенную из Немецкой слободы. Улица, выходившая в этом месте к набережной, называлась Боровскоуспенской, с 1897 — Успенской, ныне — ул. Логинова.
В 1694 году в день Петра и Павла на всенощном бдении в Успенской церкви присутствовал Пётр I.
К XVIII веку деревянные церкви обветшали, и на месте разобранной деревянной Успенской церкви стали возводить каменный храм с приделом Воздвижения Креста Господня на южной стороне и Симеона Столпника — на северной. Теплый трапезный храм с приделами был освящен в 1744 году, а главный, холодный — в 1753 (или 1755) году. Позже приделы переименовали: Крестовоздвиженский — в Вознесения Господня, а Симеона Столпника — в честь Тихвинской иконы Божией Матери. В 1752 году к церкви с западной стороны была пристроена высокая многоярусная каменная колокольня, которая служила прибывающим в Архангельск кораблям ещё и в качестве маяка.
В начале XX века 32-метровая колокольня церкви из-за осевшего грунта накренилась и стала падающей, как Пизанская башня. В 1912 году были проведены работы по выправлению колокольни путём замены деревянного свайного фундамента на каменный. Работы велись под руководством Академика архитектуры, члена Императорской Археологической комиссии П. П. Покрышкина.
В 1920 году Успенская церковь была упразднена. В 1930-е годы храм и колокольня были снесены большевиками.
В 1989 году исследования обнаружили сохранившийся фундамент церкви. В 1995—1996 годах было решено воссоздать разрушенный храм на его историческом месте. До начала строительства храма на его территории в 1998 году временно поставили часовню во имя преподобного Антония Сийского, а на месте будущего храма установили крест. В 2001 году возвели стены и первый ярус колокольни, в 2004 году установили купола.
28 августа 2008 года епископ Архангельский и Холмогорский Тихон (Степанов) совершил освящение восстановленного храма.

## Духовенство
- Настоятель храма - Иерей Кирилл Кочнев
- Иерей Назарий Ярема
- Иерей Михаил Юров[1]